# Ellen Kushner
Ellen Kushner (Washington, 6 ottobre 1955) è una scrittrice e conduttrice radiofonica statunitense.
Dal 1996 al 2010 è stata conduttrice del programma radiofonico Sound & Spirit, prodotto dalla WGBH di Boston e distribuito da Public Radio International.

## Biografia e carriera
Kushner è nata a Washington ed è cresciuta a Cleveland. Ha frequentato il Bryn Mawr College e si è laureata al Barnard College.
I primi libri di Kushner furono cinque libri gioco della serie per bambini Choose Your Own Adventure. Durante quel periodo, ha pubblicato il suo primo romanzo, Swordspoint nel 1987. Un sequel ambientato 18 anni dopo Swordspoint, intitolato The Privilege of the Sword, è stato pubblicato nel luglio 2006, con una prima edizione con copertina rigida pubblicata alla fine di agosto 2006 da Small Beer Press. The Fall of the Kings (2002) (co-autrice Delia Sherman, moglie di Ellen Kushner) è ambientato 40 anni dopo Swordspoint. Tutti e tre i libri sono considerati romanzi mannerpunk e si svolgono in una capitale immaginaria senza nome e nel suo raffinato quartiere di Riverside, dove spadaccini a pagamento esercitano il loro mestiere.
The Privilege of the Sword è stato nominato per il Premio Nebula per il miglior romanzo ed ha vinto nel 2007 il Premio Locus per il miglior romanzo fantasy.
Il secondo romanzo di Kushner, Thomas the Rhymer, ha vinto il World Fantasy Award e il Mythopoeic Award nel 1991 ed è stato nominato per il Premio Locus per il miglior romanzo fantasy. Ha anche pubblicato racconti e poesie in varie antologie, tra cui The Year's Best Fantasy and Horror e The Borderland Series, antologie di genere urban fantasy per lettori adolescenti.
Nel 1987, Kushner si è trasferita da New York a Boston e ha iniziato a lavorare come conduttrice radiofonica. Ha lavorato con la stazione radio pubblica WBGH-FM, ospitando prima il suo programma radiofonico notturno Night Air. Nel 1989 ha ospitato la Nakamichi International Music Series per American Public Radio (ora Public Radio International), e in seguito ha prodotto tre speciali per le festività ebraiche con APR, Festival of Liberation: the Passover Story in World Music, The Door is Open: a Jewish High Holiday Meditation e Beyond 1492.
A partire dal 1996, Kushner ha scritto, programmato e ospitato la serie Sound & Spirit, prodotta da WGBH/PRI. Sound & Spirit era una trasmissione settimanale di un'ora "che esplorava lo spirito umano attraverso la musica e le idee". Gli episodi presentavano musica folk, classica e mondiale, con un'ampia varietà di ospiti speciali, tra cui il batterista dei Grateful Dead Mickey Hart, la storica religiosa Elaine Pagels, e lo scrittore Neil Gaiman. Sound & Spirit è rimasto in onda fino al 2010.
Nel 2002, ha pubblicato un CD della sua storia The Golden Dreydl: A Klezmer Nutcracker, che utilizza la musica de Lo schiaccianoci di Pëtr Čajkovskij per raccontare una storia di Hanukkah. La musica del CD è eseguita dalla Shirim Klezmer Orchestra. The Golden Dreydl ha vinto un Gracie Award della associazione American Women in Radio and Television. Una versione teatrale dal vivo di The Golden Dreydl è stata rappresentata nel 2008 e nel 2009 al Vital Theatre di New York City, scritta da Kushner (che ha interpretato "Tante Miriam" nella produzione del 2008) e diretta da Linda Ames Key.
Nel 2007, Kushner, insieme a Elizabeth Schwartz e Yale Strom, ha sceneggiato il dramma audio musicale The Witches of Lublin per la radio. Basato sulla storia delle donne ebree che erano musiciste klezmer nell'Europa del XVIII secolo, The Witches of Lublin è stato presentato in anteprima nelle stazioni radio a livello nazionale nell'aprile 2011 con esibizioni di Tovah Feldshuh e Simon Jones. Ha vinto il Wilbur Award 2012 per il miglior programma radiofonico singolo; il Grace Allen Award 2012 per la migliore regia e il Gabriel Award 2012: arte, uscita locale, radio.
Nel 2015, Kushner ha creato Tremontaine, un prequel serializzato di Swordspoint, per la piattaforma Serial Box. La serie è stata trasmessa per quattro stagioni.